# Gare d’Avallon
Gare d’Avallon vasútállomás Franciaországban, Avallon településen.

## Vasútvonalak
Az állomást az alábbi vasútvonalak érintik:
- Cravant - Bazarnes-Dracy-Saint-Loup-vasútvonal

## Kapcsolódó állomások
A vasútállomáshoz az alábbi állomások vannak a legközelebb:
- Gare de Sermizelles - Vézelay (Paris Gare de Bercy)